# Milorad Mažić
Milorad Mažić (in serbo Милорад Мажић?; Vrbas, 23 marzo 1973) è un arbitro di calcio serbo.

## Carriera
Arbitro nella massima serie serba, internazionale dal 1º gennaio 2009 sino alla fine del 2019.
Già nel maggio 2009, pochi mesi dopo la sua nomina, viene convocato dall'UEFA per prendere parte alla fase finale dei campionati europei di calcio Under 17, in programma in Germania. Qui dirige due partita della fase a gironi e una semifinale. Pochi mesi dopo, nell'agosto dello stesso anno fa il suo esordio in una gara amichevole tra nazionali maggiori, che vedeva contro Montenegro e Galles. Nell'ottobre del 2009 dirige una partita di qualificazione ai mondiali del 2010.
Nel settembre 2010 ottiene per la prima volta una partita della fase a gironi dell'Europa League. Successivamente, arriva anche a dirigere un sedicesimo di finale nella stessa edizione, nel febbraio del 2011, tra Liverpool e Sparta Praga.
Nel giugno 2011 è convocato dall'UEFA per prendere parte alla fase finale degli europei Under 21 2011, dove gli vengono assegnate due partite della fase a gironi e la finale per il terzo posto (valida come spareggio per l'accesso alle Olimpiadi 2012).
Nell'edizione 2011-2012 dell'Europa League si distingue per aver diretto complessivamente ben 8 partite nel corso della competizione: un turno preliminare, un playoff, tre partite della fase a gironi, due sedicesimi di finale ed un ottavo.
Nell'aprile 2012 viene inserito dalla FIFA in una lista di 52 arbitri preselezionati per i Mondiali 2014.
Nel settembre 2012 arriva per lui anche l'esordio nella fase a gironi della Champions League: l'UEFA lo designa per una partita della prima giornata, tra Barcellona e Spartak Mosca.
Nell'aprile 2013 è designato per la prima volta per una semifinale di Europa League. Nell'occasione, dirige il match di andata tra i turchi del Fenerbahçe e i portoghesi del Benfica.
Nel giugno del 2013 è selezionato dalla FIFA per prendere parte ai Mondiali Under 20 in Turchia. Si tratta della prima esperienza in un torneo FIFA per il fischietto serbo. Qui dirige una partita della fase a gironi ed un ottavo di finale.
Nel novembre 2013 viene designato dalla commissione arbitrale FIFA per dirigere il ritorno di Romania-Grecia, uno degli spareggi UEFA per l'accesso ai mondiali di Brasile 2014.
Il 15 gennaio 2014 viene selezionato ufficialmente per i Mondiali 2014 in Brasile.
Nel maggio 2014 viene designato in qualità di quarto ufficiale per la finale della Europa League 2013-2014, in programma il 14 maggio 2014 presso lo Juventus Stadium di Torino, tra gli spagnoli del Siviglia e i portoghesi del Benfica.
Ai mondiali di Brasile 2014 dirige due gare della fase a gironi: Germania-Portogallo ed Argentina-Iran. Il suo arbitraggio in quest'ultima gara ha suscitato molte polemiche e proteste: è stato accusato di non aver fischiato un calcio di rigore a favore degli asiatici, per un intervento di Zabaleta su Ashkan Dejagah sul punteggio di zero a zero: anche in assenza del fallo, la rimessa laterale sarebbe dovuta essere iraniana, mentre Mazic l'ha assegnata ai sudamericani. Egli, inoltre, nel primo tempo della stessa gara aveva attraversato il campo per ricollocare la bandierina del calcio d'angolo, dopo che Sergio Agüero l'aveva rimossa in un gesto di stizza per un pallone perso; curiosamente l'attaccante argentino non è stato ammonito. Dopo la denuncia della Federazione calcistica dell'Iran alla FIFA, Mazic non ha più diretto alcuna gara durante Brasile 2014.
Il 7 luglio 2014 termina la sua esperienza in Brasile, essendo tra gli arbitri mandati a casa a seguito del taglio effettuato dopo i quarti di finale e prima delle ultime quattro gare.
Il 14 maggio 2015 dirige la semifinale di ritorno di Europa League tra Dnipro e Napoli.
Il 15 dicembre 2015 viene ufficialmente selezionato per gli europei del 2016 in Francia. In questa manifestazione, dirige dapprima due gare della fase a gironi e successivamente un ottavo di finale, quest'ultimo tra Ungheria e Belgio.
Il 20 luglio 2016 l'UEFA rende nota la sua designazione per la Supercoppa UEFA 2016, da disputarsi il successivo 9 agosto 2016 a Trondheim tra Real Madrid Club de Fútbol e Sevilla Fútbol Club.
Nel maggio 2017 viene resa nota dalla FIFA la sua convocazione alla Confederations Cup 2017, in programma a giugno 2017 in Russia, torneo nel quale dirige prima una gara della fase a gironi e poi la finale tra Cile e Germania, vinta dalla Nazionale tedesca per 0-1.
Viene designato come quarto ufficiale in occasione della finale di Champions League 2016-2017, gara diretta dal tedesco Felix Brych.
Nel novembre 2017 è designato dalla FIFA per dirigere un play off UEFA valido per l'accesso ai mondiali di Russia 2018, nello specifico la gara d'andata tra Danimarca e Irlanda.
Il 29 marzo 2018 viene selezionato ufficialmente dalla FIFA per i mondiali di Russia 2018.
Il 7 maggio seguente l'UEFA comunica la sua designazione per la finale di Champions League 2017-2018, giocata il 26 maggio 2018 presso lo Stadio Olimpico di Kiev tra Real Madrid e Liverpool e terminata 3-1 in favore degli spagnoli.
Mažić al mondiale di Russia 2018 dirige complessivamente tre partite: Corea del Sud - Messico; Senegal - Colombia (fase a gironi) e il quarto di finale tra Brasile e Belgio.
A partire dal gennaio 2020 non figura più nelle liste internazionali serbe.